# Mannschaftsaufstellungen der Schacholympiade der Frauen 1972
Die Tabellen nennen die Aufstellung der Mannschaften bei der Schacholympiade der Frauen 1972 in Skopje. Die 23 teilnehmenden Mannschaften spielten zunächst in vier Vorrundengruppen, aus denen je zwei Mannschaften in die Finalturniere A und B sowie die weiteren Mannschaften ins C-Finale gelangten. In den Tabellen ist zu jeder Mannschaft die Abschlussplatzierung genannt, daneben steht das erreichte Finalturnier. Die Mannschaftsbilanzen sind getrennt für Vor- und Endrunde aufgeführt, die Einzelbilanzen der Spielerinnen hingegen in Summe beider Turnierphasen. Zu jedem Team gehörten zwei Spielerinnen und maximal eine Ersatzspielerin. Für die Platzierung der Mannschaften waren die Brettpunkte vor den Mannschaftspunkten und dem direkten Vergleich maßgeblich.

## Mannschaften

### 1. Sowjetunion
| Platz | Land                 | G | R | V | Brettp. | Mannschaftsp. |
| ----- | -------------------- | - | - | - | ------- | ------------- |
| 1 (A) | Sowjetunion          | 4 | 0 | 0 | 7,5     | 8             |
| 1 (A) | Sowjetunion          | 6 | 1 | 0 | 11,5    | 13            |
| Brett | Spielerin            | G | R | V | Punkte  | Partien       |
| 1     | Nona Gaprindaschwili | 5 | 3 | 0 | 6,5     | 8             |
| 2     | Alla Kuschnir        | 6 | 2 | 0 | 7       | 8             |
| R     | Irina Levitina       | 5 | 1 | 0 | 5,5     | 6             |

### 2. Rumänien
| Platz | Land                   | G | R | V | Brettp. | Mannschaftsp. |
| ----- | ---------------------- | - | - | - | ------- | ------------- |
| 2 (A) | Rumänien               | 4 | 1 | 0 | 8       | 9             |
| 2 (A) | Rumänien               | 2 | 4 | 1 | 8       | 8             |
| Brett | Spielerin              | G | R | V | Punkte  | Partien       |
| 1     | Elisabeta Polihroniade | 5 | 2 | 3 | 6       | 10            |
| 2     | Alexandra Nicolau      | 6 | 2 | 1 | 7       | 9             |
| R     | Gertrude Baumstark     | 2 | 2 | 1 | 3       | 5             |

### 3. Ungarn
| Platz | Land            | G | R | V | Brettp. | Mannschaftsp. |
| ----- | --------------- | - | - | - | ------- | ------------- |
| 3 (A) | Ungarn          | 3 | 3 | 0 | 8       | 8             |
| 3 (A) | Ungarn          | 3 | 2 | 2 | 8       | 8             |
| Brett | Spielerin       | G | R | V | Punkte  | Partien       |
| 1     | Mária Ivánka    | 6 | 3 | 1 | 7,5     | 10            |
| 2     | Zsuzsa Verőci   | 5 | 2 | 3 | 6       | 10            |
| R     | Gyuláné Krizsán | 2 | 1 | 1 | 2,5     | 4             |

### 4. Bulgarien
| Platz | Land               | G | R | V | Brettp. | Mannschaftsp. |
| ----- | ------------------ | - | - | - | ------- | ------------- |
| 4 (A) | Bulgarien          | 4 | 1 | 0 | 8       | 9             |
| 4 (A) | Bulgarien          | 2 | 3 | 2 | 7,5     | 7             |
| Brett | Spielerin          | G | R | V | Punkte  | Partien       |
| 1     | Antonina Georgieva | 3 | 7 | 1 | 6,5     | 11            |
| 2     | Wenka Asenowa      | 5 | 6 | 0 | 8       | 11            |
| R     | Wesmina Schikowa   | 1 | 0 | 1 | 1       | 2             |

### 5. Tschechoslowakei
| Platz | Land               | G | R | V | Brettp. | Mannschaftsp. |
| ----- | ------------------ | - | - | - | ------- | ------------- |
| 5 (A) | Tschechoslowakei   | 3 | 2 | 0 | 8       | 8             |
| 5 (A) | Tschechoslowakei   | 1 | 5 | 1 | 7       | 7             |
| Brett | Spielerin          | G | R | V | Punkte  | Partien       |
| 1     | Štěpánka Vokřálová | 5 | 5 | 1 | 7,5     | 11            |
| 2     | Květa Eretová      | 2 | 5 | 1 | 4,5     | 8             |
| R     | Eva Hojdarová      | 2 | 2 | 1 | 3       | 5             |

### 6. Deutschland
| Platz | Land             | G | R | V | Brettp. | Mannschaftsp. |
| ----- | ---------------- | - | - | - | ------- | ------------- |
| 6 (A) | BR Deutschland   | 3 | 2 | 0 | 7,5     | 8             |
| 6 (A) | BR Deutschland   | 2 | 2 | 3 | 5,5     | 6             |
| Brett | Spielerin        | G | R | V | Punkte  | Partien       |
| 1     | Anni Laakmann    | 3 | 4 | 3 | 5       | 10            |
| 2     | Irmgard Karner   | 4 | 2 | 2 | 5       | 8             |
| R     | Ursula Wasnetsky | 1 | 4 | 1 | 3       | 6             |

### 7. DDR
| Platz | Land               | G | R | V | Brettp. | Mannschaftsp. |
| ----- | ------------------ | - | - | - | ------- | ------------- |
| 7 (A) | DDR                | 3 | 0 | 1 | 5       | 6             |
| 7 (A) | DDR                | 1 | 2 | 4 | 4,5     | 4             |
| Brett | Spielerin          | G | R | V | Punkte  | Partien       |
| 1     | Waltraud Nowarra   | 2 | 0 | 4 | 2       | 6             |
| 2     | Gabriele Just      | 4 | 3 | 3 | 5,5     | 10            |
| R     | Christina Hölzlein | 1 | 2 | 3 | 2       | 6             |

### 8. England
| Platz | Land             | G | R | V | Brettp. | Mannschaftsp. |
| ----- | ---------------- | - | - | - | ------- | ------------- |
| 8 (A) | England          | 4 | 1 | 0 | 8,5     | 9             |
| 8 (A) | England          | 1 | 1 | 5 | 4       | 3             |
| Brett | Spielerin        | G | R | V | Punkte  | Partien       |
| 1     | Jana Hartston    | 5 | 4 | 2 | 7       | 11            |
| 2     | Elaine Pritchard | 1 | 2 | 4 | 2       | 7             |
| R     | Anne Sunnucks    | 3 | 1 | 2 | 3,5     | 6             |

### 9. Polen
| Platz | Land                    | G | R | V | Brettp. | Mannschaftsp. |
| ----- | ----------------------- | - | - | - | ------- | ------------- |
| 9 (B) | Polen                   | 2 | 3 | 0 | 7       | 7             |
| 9 (B) | Polen                   | 6 | 1 | 0 | 10,5    | 13            |
| Brett | Spielerin               | G | R | V | Punkte  | Partien       |
| 1     | Krystyna Radzikowska    | 5 | 3 | 1 | 6,5     | 9             |
| 2     | Hanna Ereńska-Radzewska | 6 | 3 | 0 | 7,5     | 9             |
| R     | Mirosława Litmanowicz   | 3 | 1 | 2 | 3,5     | 6             |

### 10. Jugoslawien
| Platz  | Land                          | G | R | V | Brettp. | Mannschaftsp. |
| ------ | ----------------------------- | - | - | - | ------- | ------------- |
| 10 (B) | Jugoslawien                   | 3 | 1 | 1 | 7,5     | 7             |
| 10 (B) | Jugoslawien                   | 4 | 1 | 2 | 8,5     | 9             |
| Brett  | Spielerin                     | G | R | V | Punkte  | Partien       |
| 1      | Milunka Lazarević             | 2 | 1 | 1 | 2,5     | 4             |
| 2      | Katarina Jovanović            | 5 | 4 | 2 | 7       | 11            |
| R      | Henrijeta Konarkowska-Sokolov | 4 | 5 | 0 | 6,5     | 9             |

### 11. Österreich
| Platz  | Land               | G | R | V | Brettp. | Mannschaftsp. |
| ------ | ------------------ | - | - | - | ------- | ------------- |
| 11 (B) | Österreich         | 2 | 0 | 3 | 3,5     | 4             |
| 11 (B) | Österreich         | 2 | 3 | 2 | 7       | 7             |
| Brett  | Spielerin          | G | R | V | Punkte  | Partien       |
| 1      | Ingeborg Kattinger | 2 | 2 | 5 | 3       | 9             |
| 2      | Alfreda Hausner    | 3 | 3 | 2 | 4,5     | 8             |
| R      | Wilma Samt         | 2 | 2 | 3 | 3       | 7             |

### 12. Niederlande
| Platz  | Land                | G | R | V | Brettp. | Mannschaftsp. |
| ------ | ------------------- | - | - | - | ------- | ------------- |
| 12 (B) | Niederlande         | 2 | 0 | 2 | 4       | 4             |
| 12 (B) | Niederlande         | 2 | 3 | 2 | 7       | 7             |
| Brett  | Spielerin           | G | R | V | Punkte  | Partien       |
| 1      | Hendrika Timmer     | 5 | 1 | 3 | 5,5     | 9             |
| 2      | Ingrid Jansen       | 0 | 2 | 3 | 1       | 5             |
| R      | Ada van der Giessen | 4 | 1 | 3 | 4,5     | 8             |

### 13. Schweden
| Platz  | Land                      | G | R | V | Brettp. | Mannschaftsp. |
| ------ | ------------------------- | - | - | - | ------- | ------------- |
| 13 (B) | Schweden                  | 1 | 2 | 2 | 4       | 4             |
| 13 (B) | Schweden                  | 1 | 4 | 2 | 6,5     | 6             |
| Brett  | Spielerin                 | G | R | V | Punkte  | Partien       |
| 1      | Solveig Haraldsson        | 2 | 1 | 5 | 2,5     | 8             |
| 2      | Ingrid Kemenyova-Svensson | 3 | 1 | 4 | 3,5     | 8             |
| R      | Ulla Bohmgren             | 4 | 1 | 3 | 4,5     | 8             |

### 14. Brasilien
| Platz  | Land               | G | R | V | Brettp. | Mannschaftsp. |
| ------ | ------------------ | - | - | - | ------- | ------------- |
| 14 (B) | Brasilien          | 1 | 2 | 2 | 4       | 4             |
| 14 (B) | Brasilien          | 1 | 4 | 2 | 6       | 6             |
| Brett  | Spielerin          | G | R | V | Punkte  | Partien       |
| 1      | Ruth Volgl Cardoso | 6 | 2 | 1 | 7       | 9             |
| 2      | Regina Fontanelli  | 0 | 1 | 6 | 0,5     | 7             |
| R      | Ivone Moysés       | 2 | 1 | 5 | 2,5     | 8             |

### 15. Mongolei
| Platz  | Land                 | G | R | V | Brettp. | Mannschaftsp. |
| ------ | -------------------- | - | - | - | ------- | ------------- |
| 15 (B) | Mongolei             | 1 | 2 | 2 | 4,5     | 4             |
| 15 (B) | Mongolei             | 1 | 2 | 4 | 5,5     | 4             |
| Brett  | Spielerin            | G | R | V | Punkte  | Partien       |
| 1      | Ganginchugin Gulgana | 3 | 3 | 5 | 4,5     | 11            |
| 2      | Sandagdorj Handsuren | 2 | 3 | 4 | 3,5     | 9             |
| R      | Biamba               | 1 | 2 | 1 | 2       | 4             |

### 16. Australien
| Platz  | Land                | G | R | V | Brettp. | Mannschaftsp. |
| ------ | ------------------- | - | - | - | ------- | ------------- |
| 16 (B) | Australien          | 1 | 0 | 3 | 3       | 2             |
| 16 (B) | Australien          | 0 | 4 | 3 | 5       | 4             |
| Brett  | Spielerin           | G | R | V | Punkte  | Partien       |
| 1      | Narelle Kellner     | 1 | 3 | 4 | 2,5     | 8             |
| 2      | Marion Mott-McGrath | 2 | 3 | 3 | 3,5     | 8             |
| R      | Lynda Maddern       | 1 | 2 | 3 | 2       | 6             |

### 17. Schweiz
| Platz  | Land          | G | R | V | Brettp. | Mannschaftsp. |
| ------ | ------------- | - | - | - | ------- | ------------- |
| 17 (C) | Schweiz       | 0 | 2 | 3 | 2,5     | 2             |
| 17 (C) | Schweiz       | 4 | 1 | 1 | 9       | 9             |
| Brett  | Spielerin     | G | R | V | Punkte  | Partien       |
| 1      | Anna Näpfer   | 4 | 2 | 3 | 5       | 9             |
| 2      | Elsa Lüssy    | 2 | 1 | 4 | 2,5     | 7             |
| R      | Maria Fässler | 3 | 2 | 1 | 4       | 6             |

### 18. Israel
| Platz  | Land                     | G | R | V | Brettp. | Mannschaftsp. |
| ------ | ------------------------ | - | - | - | ------- | ------------- |
| 18 (C) | Israel                   | 0 | 2 | 3 | 3       | 2             |
| 18 (C) | Israel                   | 4 | 2 | 0 | 8,5     | 10            |
| Brett  | Spielerin                | G | R | V | Punkte  | Partien       |
| 1      | Frida Rabinovitz Schahar | 2 | 4 | 3 | 4       | 9             |
| 2      | Lidia Gal                | 4 | 4 | 0 | 6       | 8             |
| R      | S. Klugas                | 1 | 1 | 3 | 1,5     | 5             |

### 19. Singapur
| Platz  | Land           | G | R | V | Brettp. | Mannschaftsp. |
| ------ | -------------- | - | - | - | ------- | ------------- |
| 19 (C) | Singapur       | 0 | 1 | 4 | 1       | 1             |
| 19 (C) | Singapur       | 2 | 3 | 1 | 6       | 7             |
| Brett  | Spielerin      | G | R | V | Punkte  | Partien       |
| 1      | Mok Poh Pheng  | 0 | 2 | 6 | 1       | 8             |
| 2      | Giam Yoke Chin | 0 | 2 | 5 | 1       | 7             |
| R      | Jane Tan       | 5 | 0 | 2 | 5       | 7             |

### 20. Irland
| Platz  | Land             | G | R | V | Brettp. | Mannschaftsp. |
| ------ | ---------------- | - | - | - | ------- | ------------- |
| 20 (C) | Irland           | 0 | 0 | 4 | 0,5     | 0             |
| 20 (C) | Irland           | 2 | 1 | 3 | 5,5     | 5             |
| Brett  | Spielerin        | G | R | V | Punkte  | Partien       |
| 1      | Dorren O’Siochrú | 1 | 4 | 3 | 3       | 8             |
| 2      | Aileen Noonan    | 2 | 0 | 5 | 2       | 7             |
| R      | A. O’Clery       | 0 | 2 | 3 | 1       | 5             |

### 21. Finnland
| Platz  | Land                   | G | R | V | Brettp. | Mannschaftsp. |
| ------ | ---------------------- | - | - | - | ------- | ------------- |
| 21 (C) | Finnland               | 0 | 2 | 3 | 2,5     | 2             |
| 21 (C) | Finnland               | 2 | 0 | 4 | 5,5     | 4             |
| Brett  | Spielerin              | G | R | V | Punkte  | Partien       |
| 1      | Sirkka-Liisa Vuorenpää | 4 | 3 | 4 | 5,5     | 11            |
| 2      | Johanna Tuomainen      | 1 | 1 | 5 | 1,5     | 7             |
| R      | Marjatta Palasto       | 1 | 0 | 3 | 1       | 4             |

### 22. Schottland
| Platz  | Land          | G | R | V | Brettp. | Mannschaftsp. |
| ------ | ------------- | - | - | - | ------- | ------------- |
| 22 (C) | Schottland    | 1 | 0 | 3 | 2       | 2             |
| 22 (C) | Schottland    | 2 | 0 | 4 | 4,5     | 4             |
| Brett  | Spielerin     | G | R | V | Punkte  | Partien       |
| 1      | Nancy Elder   | 2 | 2 | 4 | 3       | 8             |
| 2      | Mary McGinn   | 1 | 2 | 5 | 2       | 8             |
| R      | Miriam Little | 0 | 3 | 3 | 1,5     | 6             |

### 23. Japan
| Platz  | Land           | G | R | V | Brettp. | Mannschaftsp. |
| ------ | -------------- | - | - | - | ------- | ------------- |
| 23 (C) | Japan          | 0 | 0 | 5 | 0,5     | 0             |
| 23 (C) | Japan          | 1 | 1 | 4 | 3       | 3             |
| Brett  | Spielerin      | G | R | V | Punkte  | Partien       |
| 1      | Miyoko Watai   | 0 | 1 | 7 | 0,5     | 8             |
| 2      | K. Otani       | 2 | 2 | 5 | 3       | 9             |
| R      | Kyoto Watanabe | 0 | 0 | 5 | 0       | 5             |